# Iudila

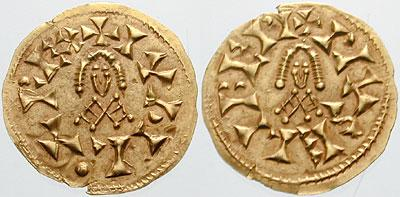
Tremissis de Iudila

Iudila fue un noble visigodo que se proclamó rey entre los años ¿631? y ¿633?.
Conocido solo por dos tremís con la inscripción «Iudila Rex», acuñadas en Augusta Emerita (Mérida) e Ilíberis (Granada), por lo que su poder se debió de reducir al sur del reino.
El 5 de diciembre del 633, Iudila fue excomulgado y privado de sus propiedades (IV Concilio de Toledo).
Debió de protagonizar una de las varias rebeliones producidas tras el destronamiento de Suintila. En oposición y contemporáneamente al principio del reinado de Sisenando. Se desconoce su filiación, aunque podría estar relacionado con Suintila. Las listas de reyes visigodos no lo suelen recoger ni numerar, dando como rey desde 631 a Sisenando.